# エチカ・ミヤビ

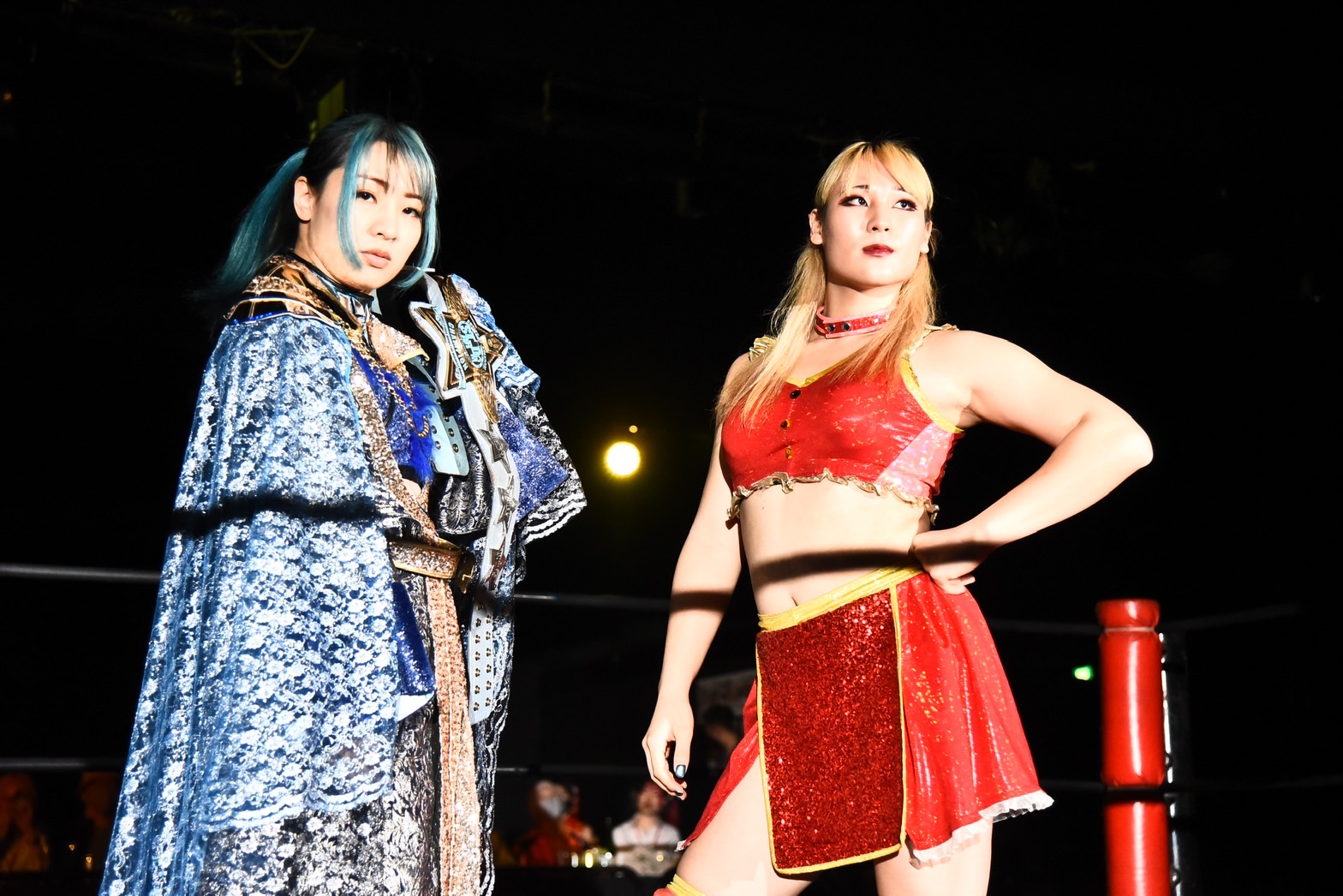
エチカ・ミヤビ 試合時（左の選手は世羅りさ）

エチカ・ミヤビ（えちか・みやび、2001年3月25日 - ）は、日本のプロレスラーである。新興プロレス団体 P.P.P. TOKYOに所属。リングの二つ名は「進撃の超新星」。神奈川県小田原市出身。

## 概要
2022年にリングデビュー。トランスジェンダー女性でP.P.P.TOKYO所属の女子プロレスラー。

## 経歴
神奈川県小田原市生まれ。小学校5年生のときソフトボールを始め、中学では軟式野球部に所属。高校では硬式野球部で最速136キロを記録。その後、町道場で柔道を始め黒帯二段を習得。
高校卒業後は大学に進学。2年生までは男子学生として過ごした。その時期にコロナ禍がやってくる。3年生になると、授業のほとんどがリモートになり、1人で考える時間が多くなった。考え抜いた結果、自分が生きたいように生きる道を選択。髪を伸ばし、スカートをはいた。性転換手術のために大学を休学して手術費用のため飲み屋で働いた。看護師をしている実母はエチカの理解も、息子から娘として受け入れる対応も早かった。
その後、半年間オーストラリアで短期留学。自由で解放的な空気に触れたことが女性として生きていく決心をする大きな転機になった。男性として留学したが、向こうの寮は大学でも男女が一緒。「もう大人なんだから好きにやんなよ」という感じで世界が広がった。20歳を迎えると保護者の同意が不要となり、性器の一部を摘出する手術を実施（2～3年以内に完全手術済予定）。
帰国後はニューハーフとして飲食店でホステスをしていたが、コロナ禍で営業停止を余儀なくされ、「筋肉女子」がコンセプトのガールズバーに応募。面接でニューハーフと明かしながらも採用されると、同僚で女子プロレスラーで筋トレYouTuberのちゃんよたから体格を買われてプロレス界へとスカウトされる。ちゃんよたの試合を見に行ったことで、選手と観客の一体感に魅了され、P.P.P.TOKYOの門を叩くことを決心。
2022年7月12日、約8カ月間の練習生生活を経て、東京都内の記者会見でプロレスデビューすることが発表された。9月14日、新宿FACEにて世羅りさとデビュー戦を送るものの勝利を飾れず敗戦に帰した。
2023年2月7日、トランスジェンダーレスラー朱崇花と初対戦。
現在はプロレスの活動がないときは、神奈川県・登戸の『CLUB SECRET』で女子プロレスラーホステスとして従事している。

## 人物
- 本名は非公開、血液型はAB型[1]。
- スポーツ歴はソフトボール、野球、柔道（黒帯二段）[1]。
- 趣味・特技はアニメ鑑賞[1]。
- 好きな有名人はperfume[1]。
- 好きな食べ物はパスタ、寒天[1]。
- 特技は130キロ代後半の速球を投げること[1]。
- 日本語、英語、フランス語の三ヶ国語を話せるトリリンガル。語学堪能。自身のTwitterでは3言語を駆使して世界発信している[3]。
- 小さい頃からトランスジェンダーではないかと考えていた。買い物してて親に「仮面ライダーのベルトを買ってあげようか」言われても興味を示さず、ディズニープリンセスのほうが好きだった。心の中で「なんで女の子の服を着れないんだろう」と思っていた[3]。
- 睾丸を摘出して女性ホルモンを打っている。筋肉がつきにくい部分、ウェイトトレーニングの数値を上げて筋肉女子を目指している[3]。
- 2024年1月にタイで性別適合手術を受けた[6]。

## リングスタイル
- 週刊プロレス記者はエチカのデビュー戦を見て「プロレスはどんな人間もウェルカムな、自由な世界」だと評価する[3]。
- グラウンドも空中戦もできるオールラウンドな選手[3]。
- リングでの二つ名は「進撃の超新星」[2]。

## 得意技
- ドロップキック[1]

- STO[1]

- チョークスラム[1]

## 入場曲
- BAD BOY ／ Cascada

2022年9月14日のデビュー戦から使用。

## 出演

### ウェブテレビ
- 『トクサンTV』（YouTubeチャンネル）

### 雑誌
- 『Number』（文藝春秋）